# گرافیک کامپیوتری سه‌بعدی
گرافیک سه‌بعدی کامپیوتری یا گرافیک سه‌بعدی رایانه‌ای (به انگلیسی: 3D Computer Graphics) گرافیکی است که از اطلاعات سه بعدی دادهٔ هندسی -که در رایانه ذخیره شده- به منظور انجام محاسبات و پرداخت کردن تصاویر ۲ بعدی استفاده می‌کنند. علی‌رغم این اختلافات، گرافیک ۳ بعدی کامپیوتری وابسته به بسیاری از الگوریتم‌های گرافیک برداری دو بعدی کامپیوتری در مدل قاب سیمی و هم چنین گرافیک بُرداری دو بعدی کامپیوتری در نمایش پرداخت شده نهایی است.
در نرم‌افزارهای گرافیک کامپیوتری تفاوت بین ۲ بعدی و ۳ بعدی خیلی کمرنگ شده‌ است. گرافیک‌های ۲ بعدی ممکن است از روش‌های ۳ بعدی برای رسیدن به جلوه‌هایی مانند نورپردازی استفاده کنند و ۳ بعدی‌ها ممکن است از تکنیک‌های پرداخت کردن ۲ بعدی استفاده کند. غالباً، گرافیک‌های ۳ بعدی کامپیوتری به مدل‌های ۳ بعدی اشاره دارند. صرف نظر از گرافیک پرداخت شده، مدل در داخل فایل گرافیکی نگهداری می‌شود. تفاوت‌هایی بین مدل ۳ بعدی و گرافیک ۳ بعدی وجود دارد. یک مدل ۳ بعدی یک نماینده ریاضی از هر جسم ۳ بعدی است (چه متحرک، چه ثابت). یک مدل تا زمانی که در معرض دید قرار نگیرد یک گرافیک به حساب نمی‌آید. از زمانی که نخستین چاپگر ۳ بعدی اختراع شد، مدل‌های ۳ بعدی دیگر به محیط مجازی محدود نیستند. یک مدل می‌تواند طی فرایندی به نام پرداخت ۳ بعدی، به صورت یک تصویر ۲ بعدی به نمایش در آید، یا اینکه در شبیه‌سازی‌های کامپیوتری غیر گرافیکی و محاسبات غیر گرافیکی استفاده شود.

## دید کلی
عملیات تولید گرافیک‌های ۳ بعدی کامپیوتری را می‌توان به ۳ مرحله پی در پی بنیادین تقسیم کرد. مدل‌سازی ۳ بعدی که فرایند تشکیل شکل جسم را توضیح می‌دهد، چیدمان و حرکت که حرکت و جهت‌گیری اجسام را در صحنه مشخص می‌کند، و پرداخت کردن ۳ بعدی که تصویری از جسم تولید می‌کند.

### مدل‌سازی
مدل فرایند تشکیل شکل یک جسم را توصیف می‌کند. دو مورد از رایج‌ترین منابع مدل‌های ۳ بعدی مدل‌هایی هستند که (۱) توسط مهندس یا هنرمند با استفاده از نوعی ابزار مدل‌سازی ۳ بعدی روی کامپیوتر تولید می‌شوند و (۲)با استفاده از اجسام واقعی به داخل کامپیوتر پویش می‌شوند. مدل‌ها هم چنین می‌توانند رویه‌ای یا با شبیه‌سازی فیزیکی تولید شوند.

### چیدمان و حرکت
پیش از این که اجسام پرداخته شوند، باید درون یک صحنه قرار داده شوند (چیدمان داده شوند). این همان چیزی هست که رابطه فضایی بین اجسام را در یک صحنه که شامل مکان و اندازه می‌شود تعیین می‌کند. حرکت (انیمیشن)، توضیح موقتی از جسم ارائه می‌دهد؛ مانند اینکه جسم چگونه حرکت می‌کند و چگونه با گذشت زمان تغییر شکل می‌دهد. روش‌های مشهور در این زمینه قاب کلیدی، حرکت‌شناسی معکوس، و ضبط حرکت می‌باشد، اما بسیاری از این تکنیک‌ها همراه همدیگر استفاده می‌شوند. همانند مدل‌سازی، شبیه‌سازی فیزیکی نیز یکی دیگر از روش‌های نمایش حرکت است.

### پرداز (رندرینگ)
مقالۀ اصلی: رندرینگ سه‌بعدی

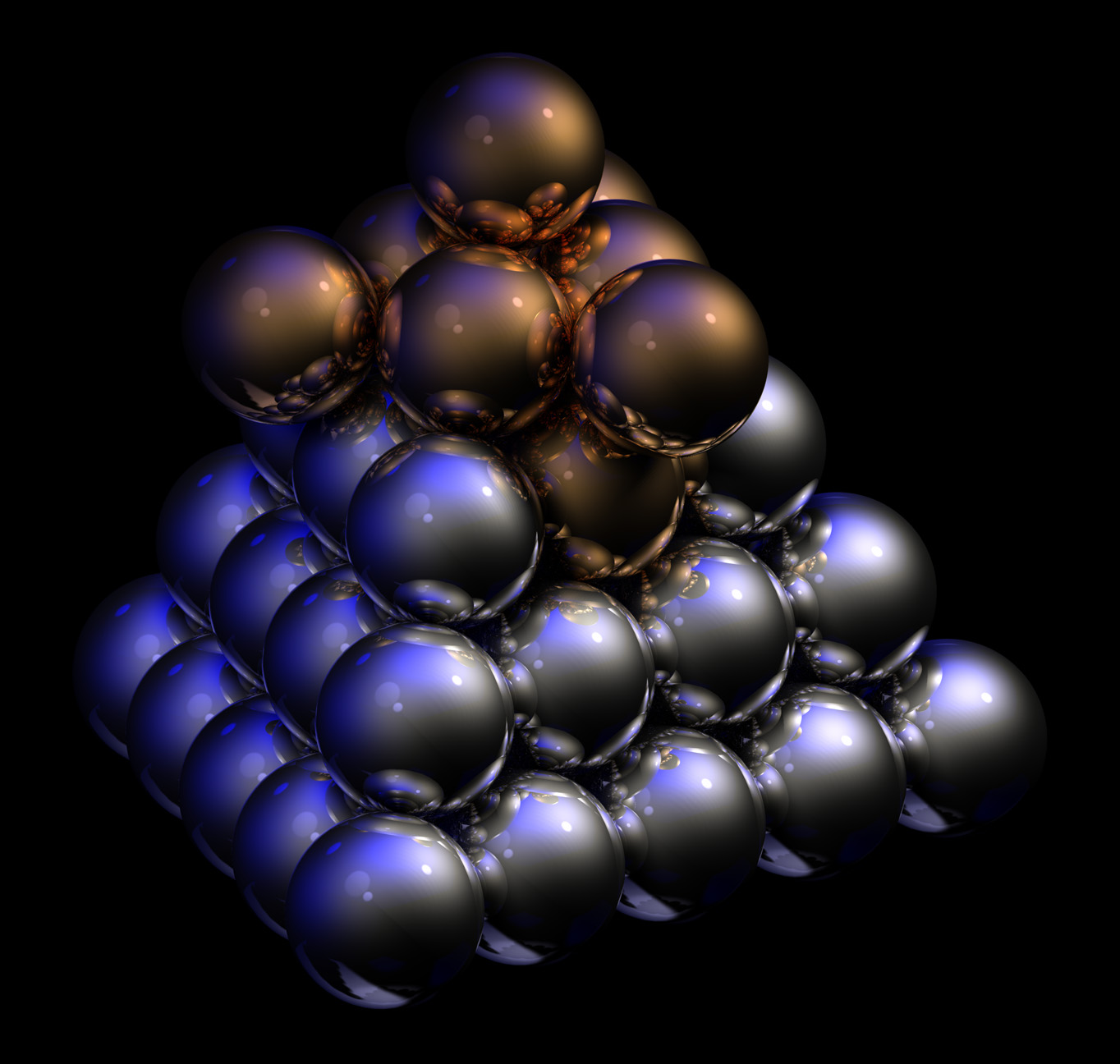
در طول مرحله پرداخت سه بعدی، تعداد انعکاس‌های پرتوهای نور، همانند خصوصیت‌های دیگر، می‌توانند تغییر داده شوند تا به جلوهٔ بصری مطلوب برسیم.

پرداز یا پرداز زدن عبارت است از تبدیل یک مدل به یک تصویر که این کار با شبیه‌سازی جابجایی نور برای به دست آوردن تصاویر واقع‌نما انجام می‌شود. انتقال (چقدر نور از یک مکان به مکان دیگر می‌رسد) و پخش (چگونه سطح با نور درگیر می‌شود) دو عمل پایه در پرداز زدن واقعی هستند. این بخش اغلب با استفاده از نرم‌افزار گرافیک‌ سه‌بعدی کامپیوتری یا گرافیک‌ سه‌بعدی ای‌پی‌آی اجرا می‌شود. فرآیند تغییر صحنه به یک فرم مناسب برای پرداز نیز نیازمند تجسم سه‌بعدی است. این تصویر کردن اجازه می‌دهد یک شکل ۳ بعدی به صورت ۲ بعدی دیده شود.

## نرم‌افزار
نرم‌افزارهای گرافیک سه‌بعدی کامپیوتری، تصویر تولیدشده توسط کامپیوتر (CGI) را از طریق مدل‌‌سازی سه‌بعدی و رندر سه‌بعدی تولید می‌کند یا مدل‌های سه‌بعدی را برای اهداف تحلیلی، علمی و صنعتی تولید می‌کند.

## انجمن‌ها
تعداد زیادی وبگاه برای کمک به آموزش و پشتیبانی از هنرمندان گرافیک ۳ بعدی طراحی شده‌اند. بعضی از آن‌ها توسط تولیدکنندگان نرم‌افزار یا تأمین کنندگان مطالب اداره می‌شوند ولی برخی هم به‌طور مستقل عمل می‌کنند (مانند رندِروسیتی). این انجمن‌ها به اعضا اجازه می‌دهند که ازآنها راهنمایی بگیرند، آموزش ببینند، محصولی را نقد کنند یا نمونه‌هایی از کارهای خود را پست کنند.
از سایت‌های ایرانی که تاکنون سعی داشته‌اند به صورت اصولی و بیسیک به این موضوع بپردازند و تشکیل گروه و انجمن در آن آزاد است سایت 3djoo است؛ که کلیه خدمات را به صورت رایگان ارائه می‌دهد.

## مجزا از گرافیک‌های عکس نمای ۲ بعدی
همهٔ گرافیک‌های کامپیوتری که به نظر ۳ بعدی می‌آیند بر پایه یک مدل قاب سیمی ساخته نشده‌اند. گرافیک‌های ۲ بعدی کامپیوتری که افکت‌های عکس نمای ۳ بعدی دارند اغلب بدون مدل قاب سیمی به دست می‌آیند و در برخی مواقع شکل نهایی شان تفاوتی ندارد. برخی از نرم‌افزارهای هنر گرافیک شامل فیلترهایی هستند که می‌توانند به روی گرافیک برداری یا رستری ۲ بعدی به صورت لایه‌های نامرئی اعمال شوند. هنرمندان بصری می‌توانند افکت‌های ۳ بعدی را نمونه‌سازی یا تجسم کنند و بدون کاربرد فیلترها، افکت‌های عکس نما را پرداخت کنند.

## پیشینه
ویلیام فتر لفظ گرافیک کامپیوتری را در سال ۱۹۶۰ اختراع کرد تا بتواند کارش را در بووئینگ توصیف کند. یکی از نخستین پویانماییهای کامپیوتری، دنیای آینده بود، که حاوی یک پویانمایی از صورت و دست انسان بود- توسط اِد کاتمال و فرد پارک در دانشگاه یوتاه تولید شده.

## پانوشت‌ها
1. ↑  render
2. ↑  wire frame model
3. ↑  raster graphics
4. ↑  animation
5. ↑  scan
6. ↑  procedurally
7. ↑  physical simulation
8. ↑  keyframing
9. ↑  inverse kinematics
10. ↑  motion capture
11. ↑  scattering
12. ↑  ۳D graphics API
13. ↑  ۳D projection
14. ↑  renderosity
15. ↑  photorealistic
16. ↑  William Fetter
17. ↑  Boeing
18. ↑  computer animation
19. ↑  Ed Catmull
20. ↑  Fred Parke
21. ↑  University of Utah